# Reprezentacja Walii w hokeju na trawie kobiet
Reprezentacja Walii w hokeju na trawie kobiet - żeńska reprezentacja narodowa w tej dyscyplinie.

## Osiągnięcia

### Mistrzostwa świata
- 1983 - 12. miejsce

### Mistrzostwa Europy
- 1987 - 8. miejsce
- 1991 - 9. miejsce
- 2003 - 12. miejsce